# Dzsibuti az 1992. évi nyári olimpiai játékokon
Dzsibuti a spanyolországi Barcelonában megrendezett 1992. évi nyári olimpiai játékok egyik részt vevő nemzete volt. Az országot az olimpián 3 sportágban 8 sportoló képviselte, akik érmet nem szereztek.

## Atlétika
Férfi
| Versenyző            | Versenyszám | Előfutam | Előfutam | Előfutam | Elődöntő | Elődöntő | Elődöntő | Döntő         | Döntő         |
| Versenyző            | Versenyszám | Idő      | Hely.    | Össz.    | Idő      | Hely.    | Össz.    | Idő           | Helyezés      |
| -------------------- | ----------- | -------- | -------- | -------- | -------- | -------- | -------- | ------------- | ------------- |
| Houssein Djama       | 1500 m      | 3:44,13  | 7.       | 25.      | kiesett  | kiesett  | kiesett  | kiesett       | kiesett       |
| Moussa Souleiman     | 5000 m      | 14:28,77 | 13.      | 45.      |          |          |          | kiesett       | kiesett       |
| Omar Daher Gadid     | 10 000 m    | 30:32,89 | 25.      | 46.      |          |          |          | kiesett       | kiesett       |
| Talal Omar Abdillahi | Maraton     |          |          |          |          |          |          | nem ért célba | nem ért célba |
| Ahmed Salah          | Maraton     |          |          |          |          |          |          | 2:19:04       | 30.           |

## Cselgáncs
Férfi
| Versenyző            | Versenyszám | Selejtező         | 32-es főtábla                     | Nyolcaddöntő      | Negyeddöntő       | Elődöntő          | Vigaszág első kör | Vigaszág nyolcaddöntő | Vigaszág negyeddöntő | Vigaszág elődöntő | Bronz- mérkőzés   | Döntő             | Helyezés |
| Versenyző            | Versenyszám | Ellenfél Eredmény | Ellenfél Eredmény                 | Ellenfél Eredmény | Ellenfél Eredmény | Ellenfél Eredmény | Ellenfél Eredmény | Ellenfél Eredmény     | Ellenfél Eredmény    | Ellenfél Eredmény | Ellenfél Eredmény | Ellenfél Eredmény | Helyezés |
| -------------------- | ----------- | ----------------- | --------------------------------- | ----------------- | ----------------- | ----------------- | ----------------- | --------------------- | -------------------- | ----------------- | ----------------- | ----------------- | -------- |
| Youssef Omar Isahak  | Légsúly     | erőnyerő          | Piotr Kamrowski (POL) · 0000-1000 | kiesett           | kiesett           | kiesett           |                   |                       |                      |                   |                   |                   | 23.      |
| Alaoui Mohamed Taher | Könnyűsúly  | erőnyerő          | Oren Smadja (ISR) · 0000-1000     | kiesett           | kiesett           | kiesett           |                   |                       |                      |                   |                   |                   | 22.      |

## Vitorlázás
Férfi
| Versenyző       | Versenyszám     | Futam | Futam | Futam | Futam  | Futam | Futam | Futam | Futam | Futam | Futam | Pontszám | Helyezés |
| Versenyző       | Versenyszám     | 1     | 2     | 3     | 4      | 5     | 6     | 7     | 8     | 9     | 10    | Pontszám | Helyezés |
| --------------- | --------------- | ----- | ----- | ----- | ------ | ----- | ----- | ----- | ----- | ----- | ----- | -------- | -------- |
| Robleh Ali Adou | Szörfvitorlázás | 38,0  | 46,0  | 44,0  | (51,0) | 36,0  | 43,0  | 41,0  | 45,0  | 44,0  | 39,0  | 376,0    | 39.      |